# 유상곤
유상곤(柳尙坤, 1951년 3월 24일 ~ )은 대한민국의 정치인으로 충남 서산시장을 지냈다. 충청남도 서산시 인지면에서 출생하였다.
2010년 6·2 지방선거에서 자원봉사자들에게 현금 370만원을 제공한 혐의로 기소된 선거캠프 회계책임자에게 벌금 400만원의 형이 2011년 8월 18일 대법원에서 확정되어, 유상곤 시장의 당선을 무효로 하였다.

## 학력
- 서산 인지초등학교(1957년 3월 ~ 1963년 2월)
- 서울 성동중학교(1963년 3월 ~ 1966년 2월)
- 서울 성동고등학교(1966년 3월 ~ 1969년 2월)[서울시 중구 신당5동 소재]
- 동국대학교 정치외교학과 졸업(1969년 ~ 1974년)

## 경력
- 1974.6 육군본부 헌병대(근무대장)
- 1975.10 제1군사령부(경호장교 전속부관)
- 1978.4 한양화학(주)비서실 과장
- 1981.2.25 행정관(대통령비서실/의전)
- 1992.1.25 서기관(대통령비서실/의전)
- 1995.2.20 부이사관(대통령비서실/의전)
- 1995.4.12 내무부(지방자치단체국제화재단 파견)
- 1996.7.30 충남도청 내무국 총무과(지방부이사관)
- 1996.11.1 충남도청 문화체육국장
- 1998.9.7 충청남도청 계룡출장소장
- 2001.1.5 충남도청 자치문화국장
- 2004.1.20 충남도청 의회사무처장
- 2005.1.13 ~ 2007.3.30 충청남도 서산시 부시장
- 2007.2.23 ~ 2007.3.30 충청남도 서산시장 직무대리 부시장
- 2007.4.25 ~ 2011.8.18 제12~13대 충남 서산시장(2선, 새누리당)

## 역대 선거 결과
|  | 38.93% |

|  | 40.71% |

|  | 29.12% |